# 1969-es női sakkolimpia
A 4. női sakkolimpiát 1969. szeptember 8. és szeptember 23. között Lengyelországban, Lublinban, a WOSIR Sports Hallban rendezték meg.  A versenyen 15 ország 43 versenyzője vett részt.

## A verseny lefolyása
Egy csapatban két fő játszott, és egy tartalékot nevezhettek meg. A versenyt a csapatok között körmérkőzéses formában rendezték. A csapat eredményét az egyes versenyzők által megszerzett pontok alapján számolták. Holtverseny esetén vették csak figyelembe a csapateredményeket, ahol a csapatgyőzelem 2 pontot, a döntetlen 1 pontot ért. Ennek egyenlősége esetén az egymás elleni eredményt, ha ez is egyenlő volt, akkor a Sonneborn–Berger-számítást vették alapul.
A játszmákban fejenként 2,5 óra állt rendelkezésre az első 40 lépés megtételéhez, majd 16 lépésenként további 1 óra.
A versenyen a favorit ezúttal is az olimpiai bajnoki cím védője, a szovjet válogatott volt, az első táblán a világbajnok Nona Gaprindasvilivel. A magyar csapatot Ivánka Mária, Verőci Zsuzsa és Honfi Károlyné alkotta, akik remek játékkal a 2. helyen végeztek.

## A verseny végeredménye
| H. | Ország        | 1 | 2  | 3  | 4 | 5  | 6  | 7  | 8  | 9  | 10 | 11 | 12 | 13 | 14 | 15 | P   | MP | SB     | +  | = | -  |
| -- | ------------- | - | -- | -- | - | -- | -- | -- | -- | -- | -- | -- | -- | -- | -- | -- | --- | -- | ------ | -- | - | -- |
| 1  | Szovjetunió   | ● | 1  | 2  | 2 | 2  | 2  | 1½ | 1½ | 2  | 2  | 2  | 2  | 2  | 2  | 2  | 26  | 27 | 173,75 | 13 | 1 | 0  |
| 2  | Magyarország  | 1 | ●  | ½  | 1 | 1½ | 1½ | 2  | 1½ | ½  | 2  | 1  | 2  | 2  | 2  | 2  | 20½ | 21 | 130,25 | 9  | 3 | 2  |
| 3  | Csehszlovákia | 0 | 1½ | ●  | ½ | 2  | 1½ | ½  | 1  | 2  | 1½ | 2  | 1  | 1½ | 2  | 2  | 19  | 20 | 116,75 | 9  | 2 | 3  |
| 4  | Jugoszlávia   | 0 | 1  | 1½ | ● | 1  | 0  | 1½ | 1½ | 2  | 2  | 1½ | 1  | 1½ | 2  | 2  | 18½ | 21 | 124,50 | 9  | 3 | 2  |
| 5  | Bulgária      | 0 | ½  | 0  | 1 | ●  | 1½ | 1  | 2  | 1  | 1½ | 2  | 1½ | 1½ | 2  | 2  | 17½ | 19 | 103,00 | 8  | 3 | 3  |
| 6  | NDK           | 0 | ½  | ½  | 2 | ½  | ●  | 1  | 1  | 1  | 1  | 2  | 2  | 1½ | 2  | 2  | 17  | 16 | 80,75  | 6  | 4 | 4  |
| 7  | Románia       | ½ | 0  | 1½ | ½ | 1  | 1  | ●  | 1  | 1½ | 1  | 1  | 1½ | 2  | 2  | 2  | 16½ | 17 | 91,75  | 6  | 5 | 3  |
| 8  | Lengyelország | ½ | ½  | 1  | ½ | 0  | 1  | 1  | ●  | 1½ | 1½ | 1½ | 1½ | 2  | 2  | 2  | 16½ | 17 | 84,75  | 7  | 3 | 4  |
| 9  | Hollandia     | 0 | 1½ | 0  | 0 | 1  | 1  | ½  | ½  | ●  | ½  | 2  | 1  | 1½ | 1½ | 2  | 13  | 13 | 65,75  | 5  | 3 | 6  |
| 10 | Anglia        | 0 | 0  | ½  | 0 | ½  | 1  | 1  | ½  | 1½ | ●  | 1  | 1½ | 1½ | 2  | 1½ | 12½ | 13 | 57,75  | 5  | 3 | 6  |
| 11 | NSZK          | 0 | 1  | 0  | ½ | 0  | 0  | 1  | ½  | 0  | 1  | ●  | 1½ | 1  | 1½ | 2  | 10  | 10 | 44,75  | 3  | 4 | 7  |
| 12 | Dánia         | 0 | 0  | 1  | 1 | ½  | 0  | ½  | ½  | 1  | ½  | ½  | ●  | 2  | 1  | 1½ | 10  | 8  | 36,00  | 2  | 4 | 8  |
| 13 | Ausztria      | 0 | 0  | ½  | ½ | ½  | ½  | 0  | 0  | ½  | ½  | 1  | 0  | ●  | 1  | 1  | 6   | 3  | 8,50   | 0  | 3 | 11 |
| 14 | Belgium       | 0 | 0  | 0  | 0 | 0  | 0  | 0  | 0  | ½  | 0  | ½  | 1  | 1  | ●  | 1½ | 4½  | 4  | 10,50  | 1  | 2 | 11 |
| 15 | Írország      | 0 | 0  | 0  | 0 | 0  | 0  | 0  | 0  | 0  | ½  | 0  | ½  | 1  | ½  | ●  | 2½  | 1  | 3,00   | 0  | 1 | 13 |

### Az egyéni érmesek
A magyar versenyzők közül az 1. táblán Ivánka Mária bronzérmet, a 2. táblán Verőci Zsuzsa ezüstérmet szerzett. Az ekkor még román válogatott, később a magyar válogatottban szereplő, és  magyar bajnokságot is nyert Makai Zsuzsa a 3. játékosok között ezüstérmet szerzett.
1.tábla
| H. | Versenyző neve      | Ország        | Pont | Játszma | Százalék |
| -- | ------------------- | ------------- | ---- | ------- | -------- |
|    | Nona Gaprindasvili  | Szovjetunió   | 9½   | 10      | 95,0     |
|    | Vokřálová, Štěpánka | Csehszlovákia | 6½   | 9       | 72,2     |
|    | Ivánka Mária        | Magyarország  | 8    | 12      | 66,7     |
2. tábla
| H. | Versenyző neve                | Ország        | Pont | Játszma | Százalék |
| -- | ----------------------------- | ------------- | ---- | ------- | -------- |
|    | Alla Kusnyir                  | Szovjetunió   | 8½   | 9       | 94,4     |
|    | Verőci Zsuzsa                 | Magyarország  | 10   | 12      | 83,3     |
|    | Henrijeta Konarkowska-Sokolov | Jugoszlávia   | 6½   | 9       | 72.2     |
|    | Květa Eretová                 | Csehszlovákia | 6½   | 9       | 72,2     |
3. játékos (tartalék)
| H. | Versenyző neve     | Ország      | Pont | Játszma | Százalék |
| -- | ------------------ | ----------- | ---- | ------- | -------- |
|    | Nana Alekszandria  | Szovjetunió | 8    | 9       | 88,9     |
|    | Makai Zsuzsa       | Románia     | 6½   | 8       | 81,3     |
|    | Antonina Georgieva | Bulgária    | 6½   | 10      | 65,0     |

## A magyar csapat eredményei
| Forduló                            | Ellenfél                           | Ivánka Mária       | Ivánka Mária | Verőci Zsuzsa     | Verőci Zsuzsa | Honfi Károlyné | Honfi Károlyné | Pont |
| ---------------------------------- | ---------------------------------- | ------------------ | ------------ | ----------------- | ------------- | -------------- | -------------- | ---- |
| 1                                  | Dánia                              | Haahr              | 1            | Larsen            | 1             |                |                | 2    |
| 2                                  | Anglia                             | Dobson             | 1            | Bruce             | 1             |                |                | 2    |
| 3                                  | NDK                                | Keller-Hermann     | 1            | Just              | ½             |                |                | 1½   |
| 4                                  | Belgium                            |                    |              | Vanderbeken       | 1             | Loeffler       | 1              | 2    |
| 5                                  | Hollandia                          | Tuk                | ½            |                   |               | Timmer         | 0              | ½    |
| 6                                  | Bulgária                           | Asenova            | 1            | Trojanska         | ½             |                |                | 1½   |
| 7                                  | Írország                           | Brannagan          | 1            |                   |               | Noonan         | 1              | 2    |
| 8                                  | Jugoszlávia                        | Štadler            | ½            | Jovanović         | ½             |                |                | 1    |
| 9                                  | Szovjetunió                        | Nona Gaprindasvili | 0            | Nana Alekszandria | 1             |                |                | 1    |
| 10                                 | NSZK                               | Jörger             | 0            | Kärner            | 1             |                |                | 1    |
| 11                                 | Lengyelország                      |                    |              | Radzikowska       | 1             | Litmanowicz    | ½              | 1½   |
| 12                                 | Ausztria                           | Kattinger          | 1            | Ager              | 1             |                |                | 2    |
| 13                                 | Csehszlovákia                      | Eretová            | 0            | Malypetrová       | ½             |                |                | ½    |
| 15                                 | Románia                            | Polihroniade       | 1            | Baumstark         | 1             |                |                | 2    |
| Szerzett pontszám (Játszmák száma) | Szerzett pontszám (Játszmák száma) | 8 (12)             | 8 (12)       | 10 (12)           | 10 (12)       | 2½ (4)         | 2½ (4)         |      |